# Rembrandt aux yeux hagards
Rembrandt aux yeux hagards ou Autoportrait aux yeux écarquillés est une gravure à l'eau-forte et burin réalisée par Rembrandt en 1630.

## Description et analyse technique
Rembrandt aux yeux hagards fait partie d'une longue série d'autoportraits réalisés en 1630.